# Annise Parker
Annise Danette Parker (født 17. maj 1956) er en amerikansk politiker og den nye borgmester i Houston, Texas. Hun er den første åbent homoseksuelle borgmester som blev valgt til en stor amerikansk by. Parker fik 53 % af stemmerne. Hun er medlem af det demokratiske parti og har arbejdet på byrådet elleve år. Hun bor sammen med sin partner, Kathy Hubbard, og deres 2 børn.